# Christian Friedel

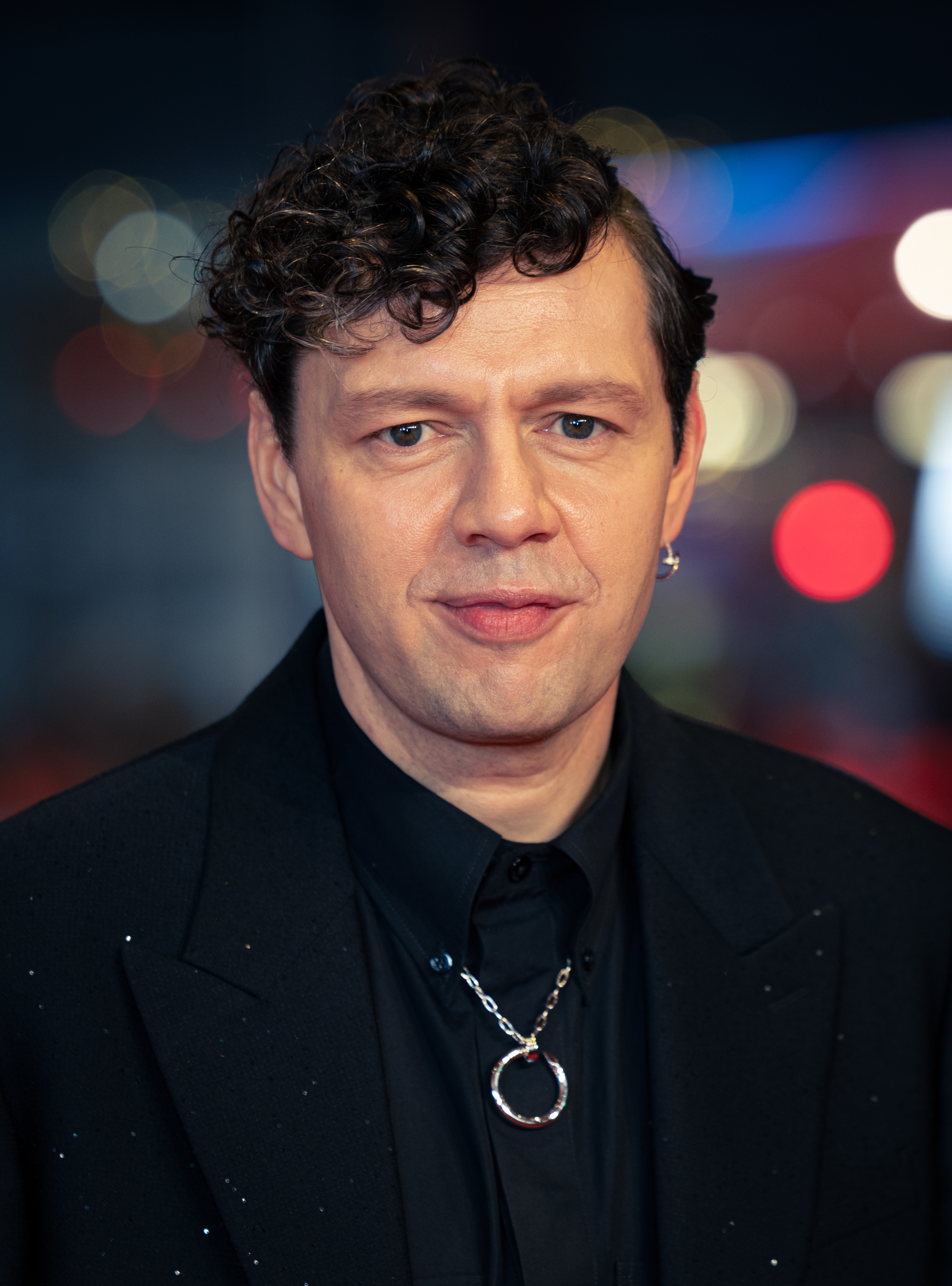
Christian Friedel auf der Berlinale 2025

Christian Friedel (* 9. März 1979 in Magdeburg) ist ein deutscher Schauspieler, Regisseur und Musiker. Neben seiner Arbeit am Dresdner und Düsseldorfer Theater, auch gemeinsam mit seiner Band Woods of Birnam, ist er insbesondere bekannt für seine Hauptrollen in den Filmen Das weiße Band, Elser und  The Zone of Interest. In der HBO-Serie The White Lotus, Staffel 3, spielt er Fabian, den Manager des Ferienresorts.

## Leben
Christian Friedel spielte anfangs als Statist am Theater Magdeburg. Er studierte 2001 bis 2004 an der Münchener Otto-Falckenberg-Schule und spielte anschließend am Bayerischen Staatsschauspiel und an den Münchner Kammerspielen. Später wurde er Ensemblemitglied des Schauspiels Hannover. Zur Spielzeit 2009/2010 wechselte Friedel ans Staatsschauspiel Dresden. Seinen festen Vertrag beendete er zum Sommer 2013. Seitdem steht er dem Dresdner Ensemble als Gast zur Verfügung und seit 2016 auch dem Düsseldorfer Schauspielhaus.
Im Film Das weiße Band – Eine deutsche Kindergeschichte spielt Friedel den Dorflehrer. Der Film wurde 2009 mit der Goldenen Palme in Cannes ausgezeichnet und erhielt 2010 in zehn Kategorien des Deutschen Filmpreises Auszeichnungen. Er spielte mit in Russendisko (2012), hatte eine der Hauptrollen in dem Film Amour Fou (2014) und war als Georg Elser in Elser – Er hätte die Welt verändert (2015) im Kino zu sehen. 2016 spielte Friedel im Fernsehfilm Die Dasslers – Pioniere, Brüder und Rivalen den Gründer von Adidas, Adi Dassler. Seit 2017 spielt er in der Fernsehserie Babylon Berlin einen Polizeifotografen.

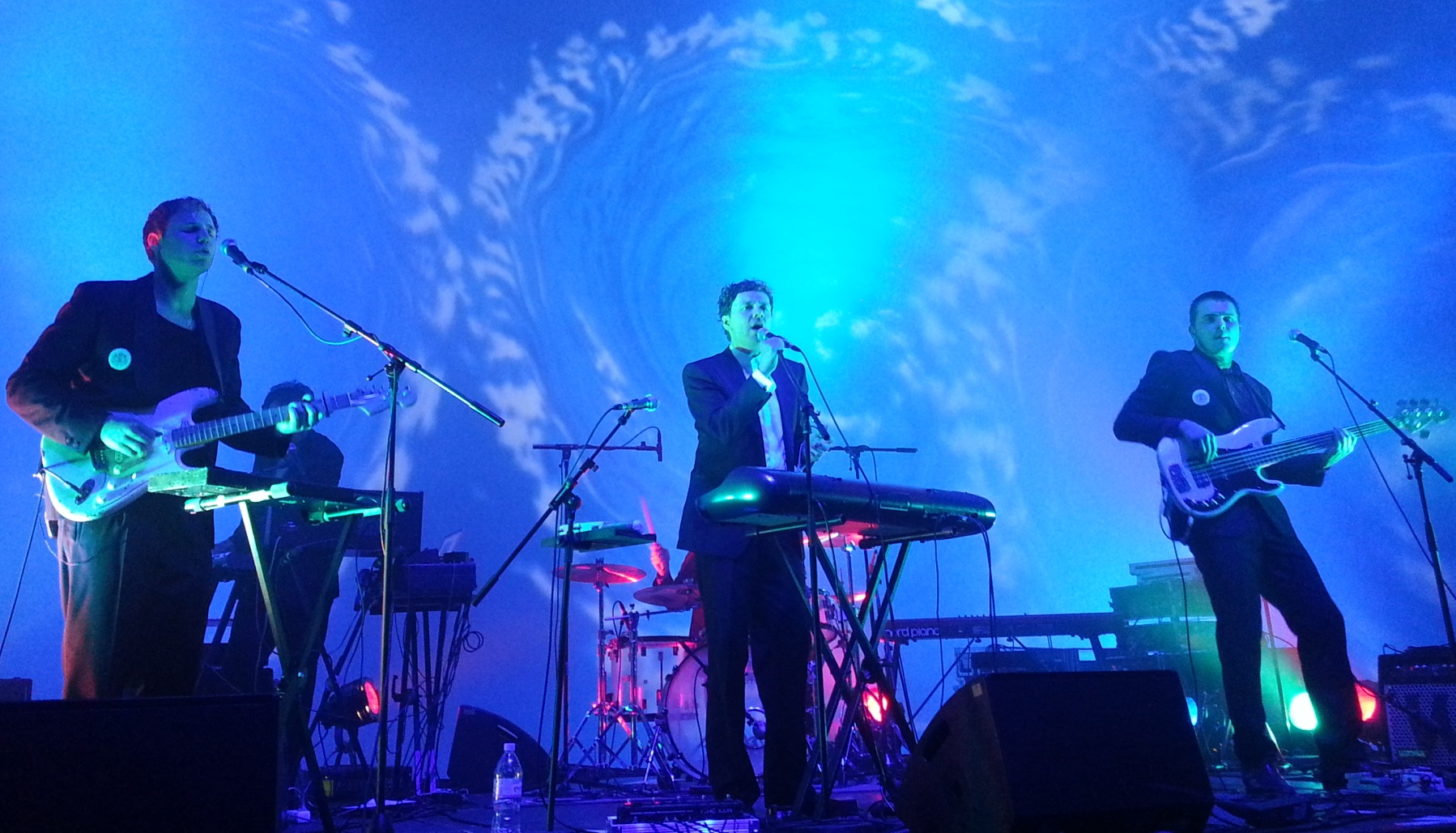
Christian Friedel mit Woods of Birnam im Schauspielhaus Dresden (2013)

Als Musiker (Klavier, Gesang, Komposition) veröffentlichte Friedel 2011 eine EP. 2011 gründete er zusammen mit vier Musikern der Band Polarkreis 18 die Band Woods of Birnam, deren Debütalbum am 7. November 2014 erschien.
Seit November 2012 spielt Friedel die Titelrolle in Hamlet, zunächst am Staatsschauspiel Dresden (bis 2019) und seit Februar 2019 am Düsseldorfer Schauspielhaus. Seine Band Woods of Birnam tritt ebenso live auf. 2016 hatte die Produktion Searching for William mit Woods of Birnam Premiere am Staatsschauspiel Dresden und gastiert seitdem europaweit.
Als Gast spielt er derzeit in Stücken am Düsseldorfer Schauspielhaus, so in Robert Wilsons Inszenierungen von  E. T. A. Hoffmanns Der Sandmann und dem Monologabend Dorian.
Zudem betätigt sich Friedel als Regisseur, u. a. am Staatsschauspiel Dresden und am Deutschen Theater Göttingen. Im September 2022 hatte Macbeth am Staatsschauspiel Dresden Premiere, mit Friedel in der Hauptrolle und in eigener Regie sowie gemeinsam mit Woods of Birnam.
Für die männliche Hauptrolle des Auschwitz-Kommandanten Rudolf Höß neben Sandra Hüller als Hedwig Höß in Jonathan Glazers Historiendrama The Zone of Interest (2023) wurde er für den Europäischen Filmpreis nominiert. Der Film erhielt zudem für die Oscarverleihungen 2024 fünf Nominierungen, von welchen der Film zwei gewann (Bester internationaler Film und Bester Ton).
Am 16. Februar 2025 startete in den USA die 3. Staffel der Serie The White Lotus, in der er den Manager des fiktiven Ferienresorts in Thailand spielt.
Im Mai 2025 moderierte Friedel die 75. Verleihung des Deutschen Filmpreises.
Christian Friedel lebt in Dresden.

## Auszeichnungen
- 2010: Erich-Ponto-Preis
- 2015: Nominierung für den Deutschen Filmpreis in der Kategorie „Beste männliche Hauptrolle“, für seine Darstellung des Hitler-Attentäters Georg Elser in Elser – Er hätte die Welt verändert
- 2015: Nominierung für den Europäischen Filmpreis in der Kategorie „Bester europäischer Schauspieler“, für seine Darstellung des Hitler-Attentäters Georg Elser in Elser – Er hätte die Welt verändert
- 2015: Deutscher Regiepreis Metropolis des Bundesverbandes Regie e. V. (BVR) in der Kategorie „Beste männliche Hauptrolle“, für seine Darstellung in Elser – Er hätte die Welt verändert[7]
- 2023: Nominierung für den Europäischen Filmpreis in der Kategorie „Bester europäischer Schauspieler“ für Zone of Interest[8]
- 2024: Kunstpreis der Landeshauptstadt Dresden
- 2024: Ehrenpreis der Filmkunsttage Sachsen-Anhalt[9]

## Theater
- Macbeth, Rolle: Macbeth, Regie: Christian Friedel
- Dorian, Rolle: Dorian, Regie: Robert Wilson
- Hamlet, Rolle: Hamlet, Regie: Roger Vontobel
- Don Carlos, Rolle: Don Carlos, Regie: Roger Vontobel
- Der Sandmann, Rolle: Nathanael, Regie: Robert Wilson
- Die Räuber, Rolle: Franz Moor
- Der aufhaltsame Aufstieg des Arturo Ui im Staatsschauspiel Dresden, Rolle: Arturo Ui[10], Regie: Tilmann Köhler
- 1984, Rolle: Big Brother / Charrington, Regie: Armin Petras
- Lulu, Rolle: Alwa, Regie: David Marton
- Der Kaufmann von Venedig, Rolle: Portia, Regie: Tilmann Köhler
- Prinz Friedrich von Homburg, Rolle: Prinz Friedrich von Homburg
- Wilhelm Meister, Rolle: Wilhelm Meister
- Peer Gynt, Rolle: Peer Gynt, Regie: Nuran David Calis
- Das Käthchen von Heilbronn, Rolle: Gottschalk, Friedrich Wetters Knecht
- König Oedipus, Rolle: König Oedipus, Regie: Tilmann Köhler
- Das Erdbeben in Chili, Regie: Armin Petras
- Hedda Gabler, Rolle: Jörgen Tesman, Regie: Tilmann Köhler
- Die Dreigroschenoper, Rolle: Macheath
- Ugly Ducklings, Rolle: Fredo, Regie: Peter Lund
- Lulu, Rolle: Alwa, Regie: Athina Rachel Tsangari
- Solaris, Regie

## Filmografie
- 2009: Das weiße Band – Eine deutsche Kindergeschichte, Regie: Michael Haneke
- 2011: Huhn mit Pflaumen, Regie: Marjane Satrapi & Vincent Paronnaud
- 2012: Russendisko, Regie: Oliver Ziegenbalg
- 2012: Ende der Schonzeit, Regie: Franziska Schlotterer
- 2013: Erbgut
- 2014: Amour Fou, Regie: Jessica Hausner
- 2014: Die Auserwählten
- 2015: Elser – Er hätte die Welt verändert, Regie: Oliver Hirschbiegel
- 2015: Polizeiruf 110: Sturm im Kopf
- 2016: Die Dasslers – Pioniere, Brüder und Rivalen, Regie: Cyrill Boss & Philipp Stennert
- 2017: Zuckersand, Regie: Dirk Kummer
- seit 2017: Babylon Berlin (Fernsehserie), Regie: Tom Tykwer & Henk Handloegten & Achim von Borries
- 2018: Parfum (Fernsehserie), Regie: Philipp Kadelbach
- 2018: Angelo, Regie: Markus Schleinzer
- 2021: Bekenntnisse des Hochstaplers Felix Krull, Regie: Detlev Buck
- 2021: Tatort: Murot und das Prinzip Hoffnung
- 2021: Tatort: Unsichtbar
- 2023: The Zone of Interest – Regie: Jonathan Glazer
- 2023: 15 Jahre
- 2024: Kafka (Fernsehserie)
- 2025: The White Lotus (Fernsehserie)

## Hörspiele (Auswahl)
- 2021: Teresa Dopler: Unsere blauen Augen (Neuer) – Regie: Stefan Kanis (MDR).

## Diskografie
- The Closer. EP, 2011.
- The Healer. EP, 2012 (mit Woods of Birnam).
- Hamlet. Live EP, 2013 (mit Woods of Birnam).
- Woods of Birnam. 2014 (mit Woods of Birnam).
- Searching for William. 2017 (mit Woods of Birnam).
- Grace. 2018 (mit Woods of Birnam).
- How to hear a painting. 2020 (mit Woods of Birnam).

## Radio
- 2014: Atlas der abgelegenen Inseln (MDR Figaro).